# Franz Kafka műveinek listája

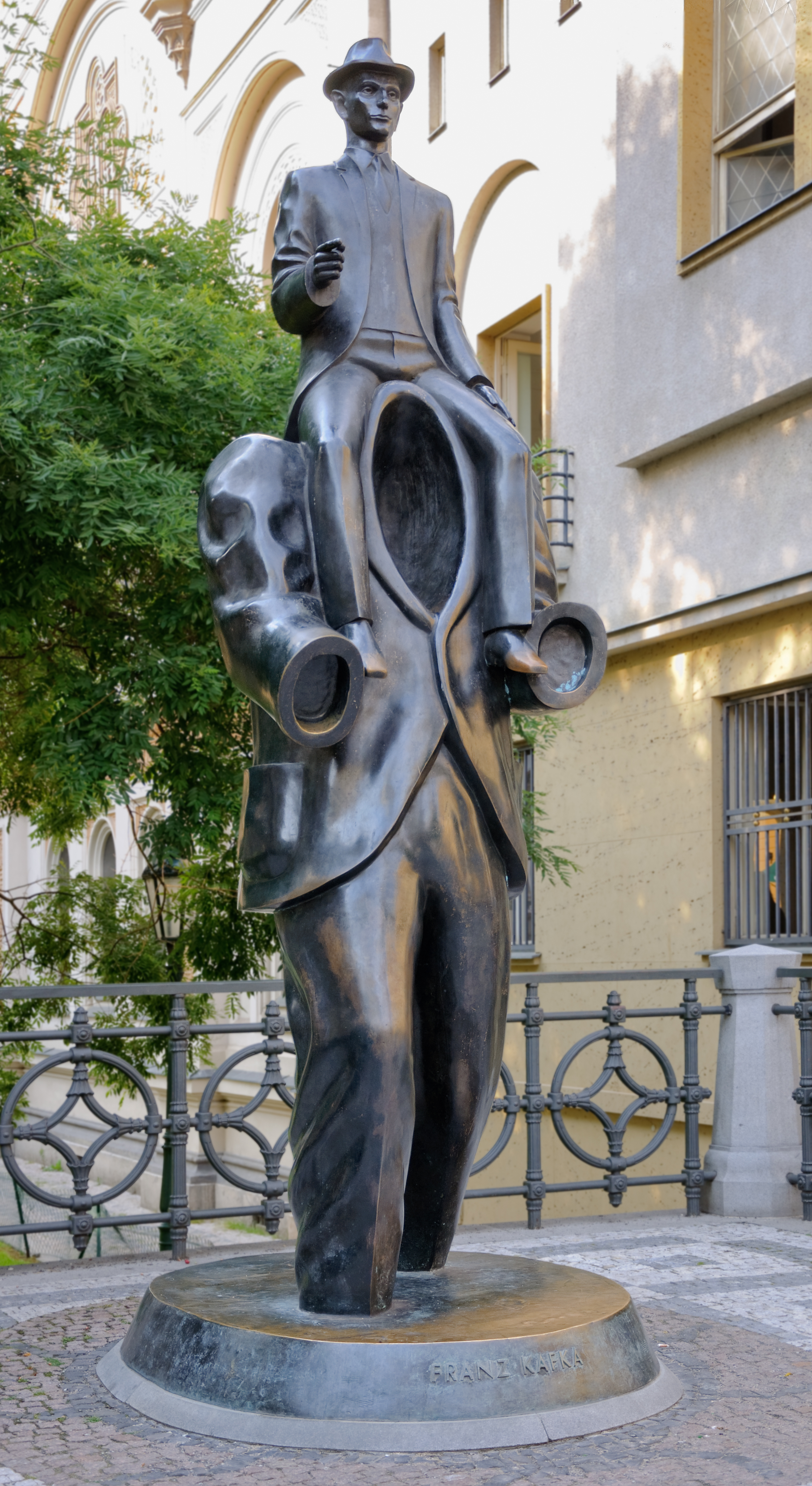
Kafka-emlékmű Prágában. Jaroslav Róna munkája.

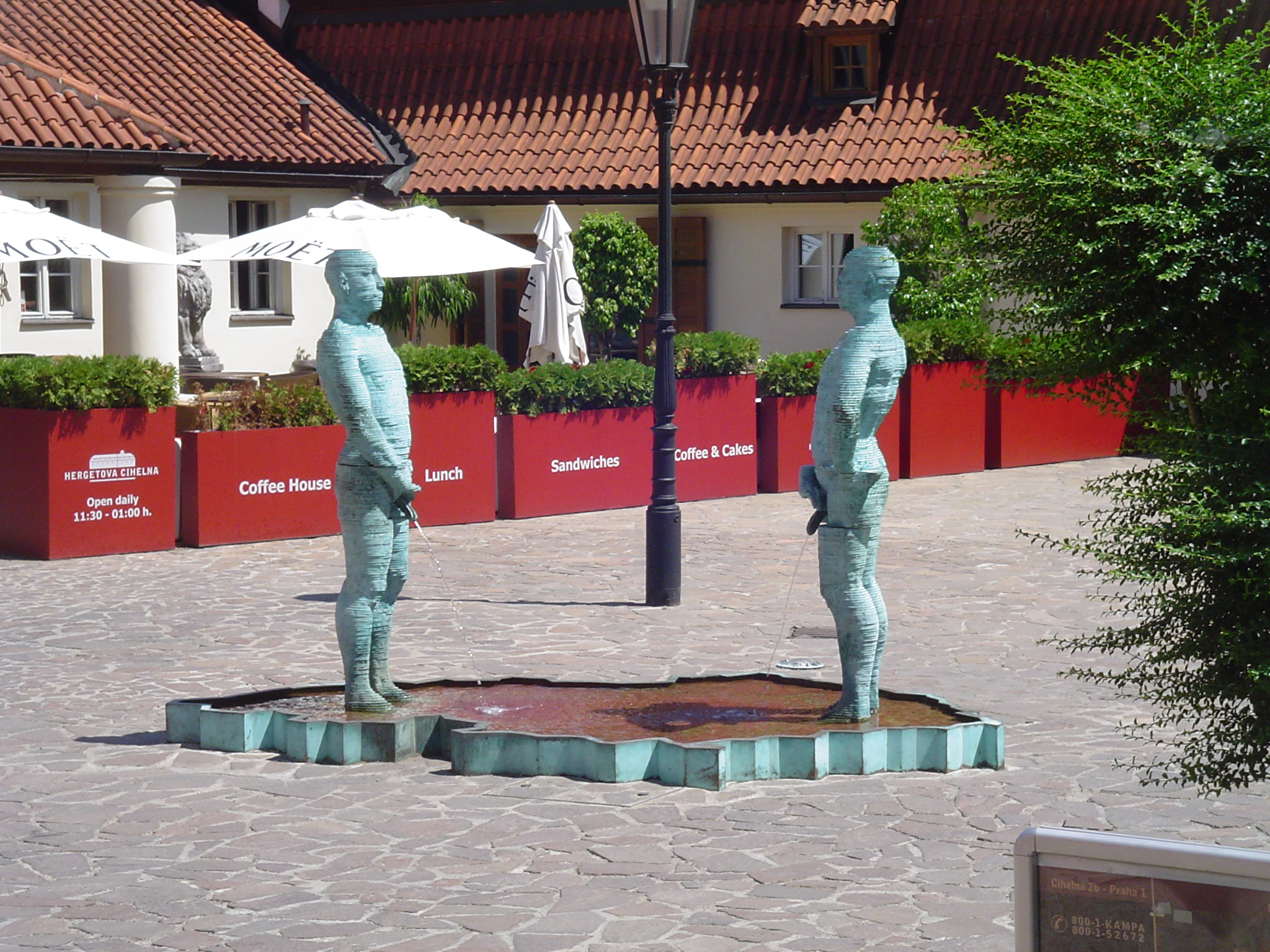
Kafka-múzeum Prágában

Franz Kafka német nyelvű író főleg novellákat és rövid történeteket írt, kritikusai a 20. századi irodalom egyik legjelentősebb írójának tartják. Végzettsége szerint jogász volt, egy biztosítótársaságnál dolgozott, szabadidejében írt.
Ez az oldal tartalmazza műveinek listáját.

## Novellák
- Egy küzdelem leírása (Beschreibung eines Kampfes – 1904–1905)
- Esküvői előkészületek vidéken  (Hochzeitsvorbereitungen auf dem Lande – 1907–1908)
- Az ítélet (Das Urteil – 1912. szeptember 22-23)
- Az átváltozás (Die Verwandlung – 1912. november-december)
- A fegyencgyarmaton (In der Strafkolonie – 1914. október)
- A falusi tanító (Der Dorfschullehrer or Der Riesenmaulwurf – 1914–1915)
- Blumfeld, az öregedő agglegény (Blumfeld, ein älterer Junggeselle – 1915)
- A sír őre[1] (Der Gruftwächter – 1916–1917), Kafka egyetlen színdarabja
- Egy falusi orvos (Ein Landarzt – 1917)
- Gracchus, a vadász (Der Jäger Gracchus – 1917)
- A Kínai Nagy Fal építése (Beim Bau der Chinesischen Mauer – 1917)
- Jelentés az Akadémiának (Ein Bericht für eine Akademie – 1917)
- Az elutasítás (Die Abweisung – 1920)
- Az éhezőművész (Ein Hungerkünstler – 1922)
- Egy kutya kutatásai (Forschungen eines Hundes – 1922)
- A kicsi nő (Eine kleine Frau – 1923)
- Az odú (Der Bau – 1923–1924)
- Josefine, az énekesnő, avagy Az egerek népe (Josephine, die Sängerin, oder Das Volk der Mäuse – 1924)

## Regények
- A per (Der Prozeß – 1925) (benne A törvény kapujában című novella)
- A kastély (Das Schloß – 1926)
- Amerika, más címen: Az elkallódott fiú (Der Verschollene – 1927)

## Naplók és jegyzetek
- Naplók, levelek. (Válogatás) Bp., Európa Könyvkiadó, 1981. ISBN 963-07-2457-X Fordította Antal László, Eörsi István, Györffy Miklós, Tandori Dezső
- Naplók. Bp., Európa Könyvkiadó, 2008. ISBN 978-963-07-8645-4 Fordította Györffy Miklós
- A nyolc oktávfüzet. Bp., Cartaphilus 2000; 2005. ISBN 963-9303-15-1 Fordította Tandori Dezső
- Töredékek füzetekből és papírlapokról. Bp., Cartaphilus, 2001. ISBN 963-9303-37-2 Fordította Tandori Dezső

## Levelek
- Levél apámhoz (Brief an den Vater). Bp., Noran, 2003. ISBN 963-9539-02-3 Fordította Szabó Ede
- Levelek Felicének (Briefe an Felice). Bp., Palatinus, 2009. ISBN 978-963-957-879-1 Fordította Antal László, Rácz Péter
- Levelek Ottlának (Briefe an Ottla)
- Levelek Milenának (Briefe an Milena)
- Franz Kafka: Levelek a családnak, barátoknak és szerkesztőknek